# Mihaela Buzărnescu
Mihaela Buzărnescu, née le 4 mai 1988 à Bucarest, est une joueuse de tennis roumaine, professionnelle depuis 2004. Elle fait partie de l'équipe de Roumanie de Fed Cup.
Sur le circuit principal, elle a remporté un titre en simple et deux titres en double dames.

## Carrière

### Parcours chez les juniors
À l'US Open 2006, elle remporte le tournoi du double chez les juniors, associée à sa compatriote Raluca Olaru. Parmi les favorites en tant que têtes de série no 2, elles défont en finale la paire tête de série no 1 Sharon Fichman - Anastasia Pavlyuchenkova en deux manches (7-5, 6-2).

### 2006-2014 - Début de carrière perturbé par les blessures
Des blessures récurrentes à l'épaule et au genou l'empêchent d'obtenir de bons résultats en début de carrière. Elle met à profit cette période pour reprendre ses études.

### 2015-2016 - Retour sur le circuit
Après avoir pensé mettre un terme à sa carrière, elle fait forte impression dans son pays en concluant l'année 2015 sur une belle note en remportant son 4e titre ITF de la saison au Caire (25 000 $) en battant en finale la Russe Valentyna Ivakhnenko en deux sets (6-0, 6-3) marquant ainsi son retour à la compétition.
En octobre 2016, elle s'illustre notamment en remportant deux tournois prestigieux du circuit ITF coup sur coup en double à Saguenay (50 000 $) avec Elena Bogdan et Tampico (60 000 $) aux côtés de la Belge Elise Mertens.

### 2017 - Révélation et premiers coups d'éclat sur le circuit WTA
Elle commence l'année 2017 à la 377e place au classement WTA mais son mauvais début de saison la fait plonger au-delà de la 500e place mondiale. Elle rebondit dans la deuxième partie de sa saison. À partir de la mi-juin, elle enchaîne les victoires sur le circuit ITF remportant coup sur coup quatre tournois : Hódmezővásárhely (60 000 $), Izmir (60 000 $), Getxo (25 000 $) et Versmold (60 000 $). Elle poursuit son bon état de forme en septembre en remportant le tournoi de Biarritz, l'un des plus importants du circuit (80 000 $), en simple et en double avec sa compatriote Irina Bara.
À la mi-octobre, alors classée 105e mondiale et issue des qualifications, elle réalise son meilleur parcours dans un tournoi WTA à l'Open de Linz en atteignant les demi-finales. Sur sa route, elle élimine successivement la tête de série no 4 Anett Kontaveit (35e mondiale) de façon convaincante (7-68, 6-2) puis Ajla Tomljanović (177e) en trois manches (4-6, 7-61, 6-1) et enfin Belinda Bencic (228e) en quart de finale, au bout de 3 sets accrochés (6-4, 5-7, 7-64). Elle s'incline finalement en demi-finale face à la Tchèque et future lauréate Barbora Strýcová, 26e mondiale (3-6, 6-73). Lors du même tournoi, elle se hisse également jusqu'en demi-finale de l'épreuve de double, associée à la Géorgienne Oksana Kalashnikova. La semaine suivante, elle s'incline au 1er tour de l'Open du Luxembourg face à Sabine Lisicki (6-73, 6-74).
Elle est alors dans la plus belle forme de sa carrière et participe à plusieurs tournois ITF pour finir la saison, où elle ne perd qu'un seul match sur les 15 derniers disputés. Elle remporte ainsi le titre à Poitiers (100 000 $) en s'imposant en finale face à Alison Van Uytvanck (6-4, 6-2), avant de s'incliner en finale du tournoi de Tokyo-Ariake (100 000 $) face à Zhang Shuai. La semaine suivante, elle remporte le tournoi de Toyota (60 000 $), en battant en finale Tamara Zidanšek (6-0, 6-1). À l'issue de ce tournoi, elle se hisse au 60e rang mondial, son meilleur classement en carrière.
La séquence qu'elle vient de connaître (71 victoires pour 20 défaites en 2017) ainsi que son nouveau classement WTA (60e) lui ouvrent donc les portes du tableau principal de l'Open d'Australie 2018, pour une deuxième participation à un tournoi du Grand Chelem, après l'US Open 2017 où elle s'est inclinée face à Caroline Wozniacki au 1er tour (1-6, 5-7).

### 2018 - Premiers titres en simple et en double sur le circuit WTA
Mihaela Buzarnescu échoue en finale du Tournoi de Prague contre Petra Kvitová (4-6, 6-2, 6-3). Elle remporte son premier titre sur le circuit WTA le 5 août 2018 en dominant nettement María Sákkari (6-1, 6-0) lors du Tournoi de San José.

## Palmarès

### Titre en simple dames
| No | Date       | Nom et lieu du tournoi           | Catégorie | Dotation  | Surface    | Finaliste     | Score    |          |
| -- | ---------- | -------------------------------- | --------- | --------- | ---------- | ------------- | -------- | -------- |
| 1  | 30-07-2018 | Silicon Valley Classic, San José | Premier   | 799 280 $ | Dur (ext.) | María Sákkari | 6-1, 6-0 | Parcours |

### Finales en simple dames
| No | Date       | Nom et lieu du tournoi       | Catégorie | Dotation  | Surface      | Vainqueure    | Score         |          |
| -- | ---------- | ---------------------------- | --------- | --------- | ------------ | ------------- | ------------- | -------- |
| 1  | 07-01-2018 | Hobart International, Hobart | Intern'l  | 250 000 $ | Dur (ext.)   | Elise Mertens | 6-1, 4-6, 6-3 | Parcours |
| 2  | 30-04-2018 | Prague Open, Prague          | Intern'l  | 250 000 $ | Terre (ext.) | Petra Kvitová | 4-6, 6-2, 6-3 | Parcours |

### Titres en double dames
| No | Date       | Nom et lieu du tournoi                  | Catégorie | Dotation  | Surface      | Partenaire    | Finalistes                          | Score    |          |
| -- | ---------- | --------------------------------------- | --------- | --------- | ------------ | ------------- | ----------------------------------- | -------- | -------- |
| 1  | 20-05-2018 | Internationaux de Strasbourg Strasbourg | Intern'l  | 250 000 $ | Terre (ext.) | Raluca Olaru  | Nadiia Kichenok Anastasia Rodionova | 7-5, 7-5 | Parcours |
| 2  | 12-07-2021 | Hungarian Grand Prix Budapest           | WTA 250   | 235 238 $ | Terre (ext.) | Fanny Stollár | Aliona Bolsova Tamara Korpatsch     | 6-4, 6-4 | Parcours |

### Finales en double dames
| No | Date       | Nom et lieu du tournoi                 | Catégorie | Dotation  | Surface      | Vainqueures                    | Partenaire         | Score     |          |
| -- | ---------- | -------------------------------------- | --------- | --------- | ------------ | ------------------------------ | ------------------ | --------- | -------- |
| 1  | 30-04-2018 | J&T Banka Prague Open Prague           | Intern'l  | 250 000 $ | Terre (ext.) | Nicole Melichar Květa Peschke  | Lidziya Marozava   | 6-4, 6-2  | Parcours |
| 2  | 11-06-2018 | Nature Valley Open Nottingham          | Intern'l  | 226 750 $ | Gazon (ext.) | Alicja Rosolska Abigail Spears | Heather Watson     | 6-3, 7-65 | Parcours |
| 3  | 24-06-2018 | Nature Valley International Eastbourne | Premier   | 852 564 $ | Gazon (ext.) | Gabriela Dabrowski Xu Yifan    | Irina-Camelia Begu | 6-3, 7-5  | Parcours |
| 4  | 05-04-2021 | Copa Colsanitas Bogota                 | WTA 250   | 235 238 $ | Terre (ext.) | Elixane Lechemia Ingrid Neel   | Anna-Lena Friedsam | 6-3, 6-4  | Parcours |

### Finale en double en WTA 125
| No | Date       | Nom et lieu du tournoi | Catégorie | Dotation  | Surface      | Vainqueures                 | Partenaire        | Score   |          |
| -- | ---------- | ---------------------- | --------- | --------- | ------------ | --------------------------- | ----------------- | ------- | -------- |
| 1  | 04-07-2022 | Nordea Open Båstad     | WTA 125   | 115 000 $ | Terre (ext.) | Misaki Doi Rebecca Peterson | Irina Khromacheva | forfait | Parcours |

## Parcours en Grand Chelem

### En simple dames
| Année | Open d'Australie | Open d'Australie    | Internationaux de France | Internationaux de France | Wimbledon       | Wimbledon          | US Open         | US Open               |
| ----- | ---------------- | ------------------- | ------------------------ | ------------------------ | --------------- | ------------------ | --------------- | --------------------- |
| 2011  | —                | —                   | —                        | —                        | —               | —                  | Q3              | Marina Erakovic       |
| 2011  | Q2               | Stefanie Vögele     | Q2                       | Zhang Shuai              | Q2              | Sandra Zaniewska   | Q1              | Stéphanie Dubois      |
|       |                  |                     |                          |                          |                 |                    |                 |                       |
| 2015  | —                | —                   | —                        | —                        | —               | —                  | Q1              | Aliaksandra Sasnovich |
|       |                  |                     |                          |                          |                 |                    |                 |                       |
| 2017  | Q2               | Olivia Rogowska     | —                        | —                        | Q2              | Petra Martić       | 1er tour (1/64) | Caroline Wozniacki    |
| 2018  | 1er tour (1/64)  | Caroline Wozniacki  | 1/8 de finale            | Madison Keys             | 3e tour (1/16)  | Karolína Plíšková  | —               | —                     |
| 2019  | 1er tour (1/64)  | Venus Williams      | 1er tour (1/64)          | Ekaterina Alexandrova    | 2e tour (1/32)  | Simona Halep       | 1er tour (1/64) | Andrea Petkovic       |
| 2020  | —                | —                   | Q1                       | Harriet Dart             | Annulé          | Annulé             | 1er tour (1/64) | Sloane Stephens       |
| 2021  | 1er tour (1/64)  | Bianca Andreescu    | 2e tour (1/32)           | Serena Williams          | 1er tour (1/64) | Venus Williams     | Q3              | Jamie Loeb            |
| 2022  | Q1               | Ysaline Bonaventure | 1er tour (1/64)          | Madison Brengle          | 2e tour (1/32)  | Coco Gauff         | —               | —                     |
|       |                  |                     |                          |                          |                 |                    |                 |                       |
| 2025  | —                | —                   | Q1                       | Talia Gibson             | Q1              | Lucrezia Stefanini |                 |                       |

N.B. : à droite du résultat se trouve le nom de l'ultime adversaire.

### En double dames
| Année | Open d'Australie                                                                 | Open d'Australie                                                                      | Internationaux de France                                                          | Internationaux de France | Wimbledon | Wimbledon | US Open | US Open |
| ----- | -------------------------------------------------------------------------------- | ------------------------------------------------------------------------------------- | --------------------------------------------------------------------------------- | ------------------------ | --------- | --------- | ------- | ------- |
| 2018  | 1er tour (1/32) M. Irigoyen \|\| style="text-align:left;" \| Hsieh S.-w. Peng S. | 1/4 de finale I.M. Bara \|\| style="text-align:left;" \| Chan H.-c. Yang Z.           | 1/4 de finale I.-C. Begu \|\| style="text-align:left;" \| N. Melichar K. Peschke  | —                        | —         |           |         |         |
| 2019  | 2e tour (1/16) I.-C. Begu \|\| style="text-align:left;" \| A. Cornet P. Martić   | 1er tour (1/32) I.-C. Begu \|\| style="text-align:left;" \| L. Kichenok J. Ostapenko  | 1er tour (1/32) R. Olaru \|\| style="text-align:left;" \| R. Peterson T. Zidanšek | —                        | —         |           |         |         |
|       |                                                                                  |                                                                                       |                                                                                   |                          |           |           |         |         |
| 2021  | 1er tour (1/32) A. Raina \|\| style="text-align:left;" \| O. Gadecki B. Woolcock | 1er tour (1/32) P.M. Țig \|\| style="text-align:left;" \| L. Arruabarrena C. Dolehide | —                                                                                 | —                        | —         | —         |         |         |

N.B. : le nom de la partenaire se trouve sous le résultat ; les noms des ultimes adversaires se trouvent à droite.

### En double mixte
| 2018 | —                                                                                    | —                                                                               | 1er tour (1/16) H. Kontinen \|\| style="text-align:left;" \| Xu Y. O. Marach | 2e tour (1/16) M. Matkowski \|\| style="text-align:left;" \| H. Watson H. Kontinen | — | — |
| 2019 | 1er tour (1/16) O. Marach \|\| style="text-align:left;" \| B. Mattek-Sands J. Murray | 1er tour (1/16) D. Inglot \|\| style="text-align:left;" \| D. Jurak A. Krajicek | —                                                                            | —                                                                                  | — | — |

N.B. : le nom du partenaire se trouve sous le résultat ; les noms des ultimes adversaires se trouvent à droite.

## Parcours en «Premier» et WTA 1000
Les tournois WTA « Premier Mandatory » et « Premier 5 » (entre 2009 et 2020) et WTA 1000 (à partir de 2021) constituent les catégories d'épreuves les plus prestigieuses, après les quatre levées du Grand Chelem. 

De 2009 à 2023, les tournois Premier Mandatory (dits tournois WTA 1000 obligatoires entre 2021 et 2023) regroupent Indian Wells, Miami, Madrid et Pékin, les autres constituant les tournois Premier 5 (tournois WTA 1000 non-obligatoires). À partir de 2024, le nombre de tournois WTA 1000 passe à 10 par saison (fin de l’alternance Doha / Dubaï), ces derniers devenant tous obligatoires et offrant tous 1000 points à la vainqueure (contre 900 points précédemment pour les tournois Premier 5).

### En simple dames
| Année |       |                         |                          |                             |                             |                              |                          |                             |       |                              |  |        |
| Doha  | Dubaï | Indian Wells            | Miami                    | Madrid                      | Rome                        | Canada                       | Cincinnati               | Pékin                       | Wuhan | Wuhan                        |  |        |
| Doha  | Dubaï | Indian Wells            | Miami                    | Madrid                      | Rome                        | Canada                       | Cincinnati               | Pékin                       | Wuhan | Wuhan                        |  |        |
| Doha  | Dubaï | Indian Wells            | Miami                    | Madrid                      | Rome                        | Canada                       | Cincinnati               | Pékin                       | Wuhan | Wuhan                        |  |        |
| 2018  |       | 3e tour (1/8) J. Görges | Hors catégorie           | 1er tour (1/64) J. Brady    | 1er tour (1/64) K. Flipkens | 1er tour (1/32) M. Sharapova | 1er tour (1/32) Zhang S. | 2e tour (1/16) E. Svitolina |       | 1er tour (1/32) A. Sasnovich |  |        |
| 2019  |       | Hors catégorie          | 1er tour (1/32) S. Kenin | 2e tour (1/32) D. Gavrilova | 2e tour (1/32) A. Cornet    | 2e tour (1/16) A. Sevastova  | 3e tour (1/8) N. Osaka   |                             |       |                              |  |        |
|       |       |                         |                          |                             |                             |                              |                          |                             |       |                              |  |        |
| 2021  |       | Hors catégorie          |                          |                             | 1er tour (1/64) C. Garcia   |                              |                          |                             |       | Annulé                       |  | Annulé |

Sous le résultat, l’ultime adversaire.
1. 1 2   Les tournois de Doha et Dubaï alternent le statut de tournoi WTA 1000 (ex Premier 5) entre 2009 et 2023 : les trois premières éditions ont lieu à Dubaï, les trois suivantes à Doha, puis Dubaï accueille le tournoi de cette catégorie les années impaires et Dubaï les années paires. De 2011 à 2023, la ville qui n’accueille pas de WTA 1000 organise à la place un tournoi WTA 500 (ex Premier).
2. 1 2 3 4 5 6   L’ordre de déroulement des tournois a évolué depuis 2009 : Rome se dispute avant Madrid et Cincinnati avant Montréal/Toronto jusqu’en 2010, tandis que Tokyo/Wuhan/Guadalajara ont lieu avant Pékin jusqu’en 2023.
3. 1 2  Du fait de la pandémie de Covid-19, les tournois d’Indian Wells, de Miami, de Madrid, du Canada, de Wuhan et de Pékin sont annulés en 2020. Ces deux derniers le sont également en 2021. Pour des raisons d’organisation, le tournoi de Cincinnati 2020 a exceptionnellement lieu à Flushing Meadows à New York.

## Parcours aux Jeux olympiques

### En simple dames
| # | Date       | Nom de l'olympiade         | Surface    | Résultat       | Ultime adversaire   | Score    |          |
| - | ---------- | -------------------------- | ---------- | -------------- | ------------------- | -------- | -------- |
| 1 | 31/07/2021 | Olympic Tennis Event Tokyo | Dur (ext.) | 2e tour (1/16) | Markéta Vondroušová | 6-1, 6-2 | Parcours |

## Classements en fin de saison
| Année          | 2004 | 2005 | 2006 | 2007 | 2008 | 2009 | 2010 | 2011 | 2012 |  | 2014 | 2015 | 2016 | 2017 | 2018 | 2019 | 2020 | 2021 | 2022 |
| Rang en simple | 621  | 427  | 254  | 421  | 386  | 433  | 407  | 155  | 248  |  | 891  | 260  | 351  | 72   | 24   | 109  | 136  | 121  | 393  |
| Rang en double | 587  | 522  | 390  | 207  | 251  | 323  | 279  | 177  | 192  |  | –    | 279  | 198  | 103  | 24   | 104  | 192  | 120  | –    |

Source : (en) Classements de Mihaela Buzărnescu sur le site officiel de la Fédération internationale de tennis

## Records et statistiques

### Victoires sur le top 10
Toutes ses victoires sur des joueuses classées dans le top 10 de la WTA lors de la rencontre.
| Légende              |
| Grand Chelem         |
| Premier 5 / WTA 1000 |
| Premier / WTA 500    |
| WTA 250              |
| Fed Cup              |

| # | Rang  |  | Tournoi       | Année | Surface      |  | Adversaire       | Rang | Tour | Score    | Tableau |
| - | ----- |  | ------------- | ----- | ------------ |  | ---------------- | ---- | ---- | -------- | ------- |
| 1 | no 43 |  | Doha          | 2018  | Dur          |  | Jeļena Ostapenko | no 6 | 1/16 | 6-1, 6-3 | Tableau |
| 2 | no 33 |  | Roland-Garros | 2018  | Terre battue |  | Elina Svitolina  | no 4 | 1/16 | 6-3, 7-5 | Tableau |
| 3 | no 30 |  | Birmingham    | 2018  | Gazon        |  | Elina Svitolina  | no 5 | 1/4  | 6-3, 6-2 | Tableau |